# Phyllodes roseigera
Phyllodes roseigera là một loài bướm đêm trong họ Noctuidae.